# Hendrik Hey
Hendrik Hey (* 4. Januar 1965 in Hamburg) ist ein deutscher Journalist, Fernsehmoderator und Produzent.

## Ausbildung
Hey wuchs im nordrhein-westfälischen Solingen auf. 
Er studierte Germanistik, Romanistik, Philosophie, Politikwissenschaft, Betriebswirtschaft sowie Publizistik. Während seines Studiums arbeitete er beim Berliner Radiosender Flux FM.

## TV-Karriere
Nach seinem Studium arbeitete er als freier Reporter für die Fernsehsender Das Erste, ZDF, Sat.1, RTL und ProSieben. Bei Sat.1 arbeitete er in der Redaktion der Sendung Akut und als Moderator und Produzent von Was geschah wirklich?.
Ab dem 10. März 1996 bis zum Ende des Jahres 2004 moderierte Hey die Sendung Welt der Wunder. Aus einem Rechtsstreit gegen ProSieben um den Markennamen Welt der Wunder ging Hey als Sieger hervor; er darf Welt der Wunder unter dem gleichen Namen auf RTL II ausstrahlen. ProSieben hingegen füllte den alten Sendeplatz mit dem Wissenschaftsmagazin Wunderwelt Wissen, welches Ende 2007 abgesetzt wurde. Dem Senderwechsel waren offenbar Uneinigkeiten über Lizenzen bzw. deren Vergütung vorausgegangen.
Bereits kurz nach Start der Sendung gründete Hey im Jahr 1998 die gleichnamige Produktionsfirma Welt der Wunder, welche auch Formate für den internationalen Markt produziert. Die Sendung Welt der Wunder wurde schließlich von Januar 2005 bis Januar 2014 auf RTL II ausgestrahlt, seit 2015 auf dem Sender Welt. Zur Sendung gibt es u. a. ein Spiel sowie eine Buchreihe. Nachdem Hey jahrelang Moderator und Produzent der Sendung Welt der Wunder war, startete am 16. Oktober 2013 der neue gleichnamige Free-TV-Sender, bei dem er Programmdirektor wurde.
Seit Herbst 2010 kommt noch ein IPTV unter wdwip.tv dazu.
Hey ist Mehrheitsgesellschafter der „Welt der Wunder Sendebetrieb GmbH“, die die Rechte am Namen der gleichnamigen Sendung besitzt, sowie Inhaber der Spezialeffektfirma „Circles&Lines GmbH“ und war Vorstand der H5B5 Media AG, welche bis 2000 als H5B5 Media GmbH bekannt war und inzwischen in Omiris AG umfirmiert hat.
Derzeit produziert Hendrik Hey die Serie Ice Planet.

## Sonstiges
Im Jahr 2009 war Hey Protagonist im Werbespot des Lebensmittelherstellers Danone.
Hey ist Mitglied des nationalen Komitees für die UN-Dekade „Bildung für nachhaltige Entwicklung“. Zu seinen Hobbys zählen Reisen, der Kampfsport Taekwondo sowie Tauchen. Er unterstützt World Vision Deutschland. Er hat zwei Töchter und einen Sohn.

## Filmografie (Auswahl)
- 1994 – 1996: Was geschah wirklich? (Moderation, Sat.1)
- 1996 – 2003, seit 2005: Welt der Wunder (Moderation, ProSieben, RTL 2, Welt der Wunder TV)
- 1993 – 1994: SK-15 Das Kriminalmagazin (Moderation, RTL)
- 1999 – 2000: History (Moderation, Pro7)
- 2005 – 2006: Schau dich schlau!/ Welt der Wunder - Schau dich schlau! (Moderation, RTL 2, Welt der Wunder TV)
- seit 2010: Die große Welt der Wunder Wissensshow (Moderation, RTL 2)
- seit 2015: Street Economy (Moderation, Welt der Wunder TV)
- 2014: XXL-Giganten, (Regie und Produktion; NTV)